# EUFOR Althea

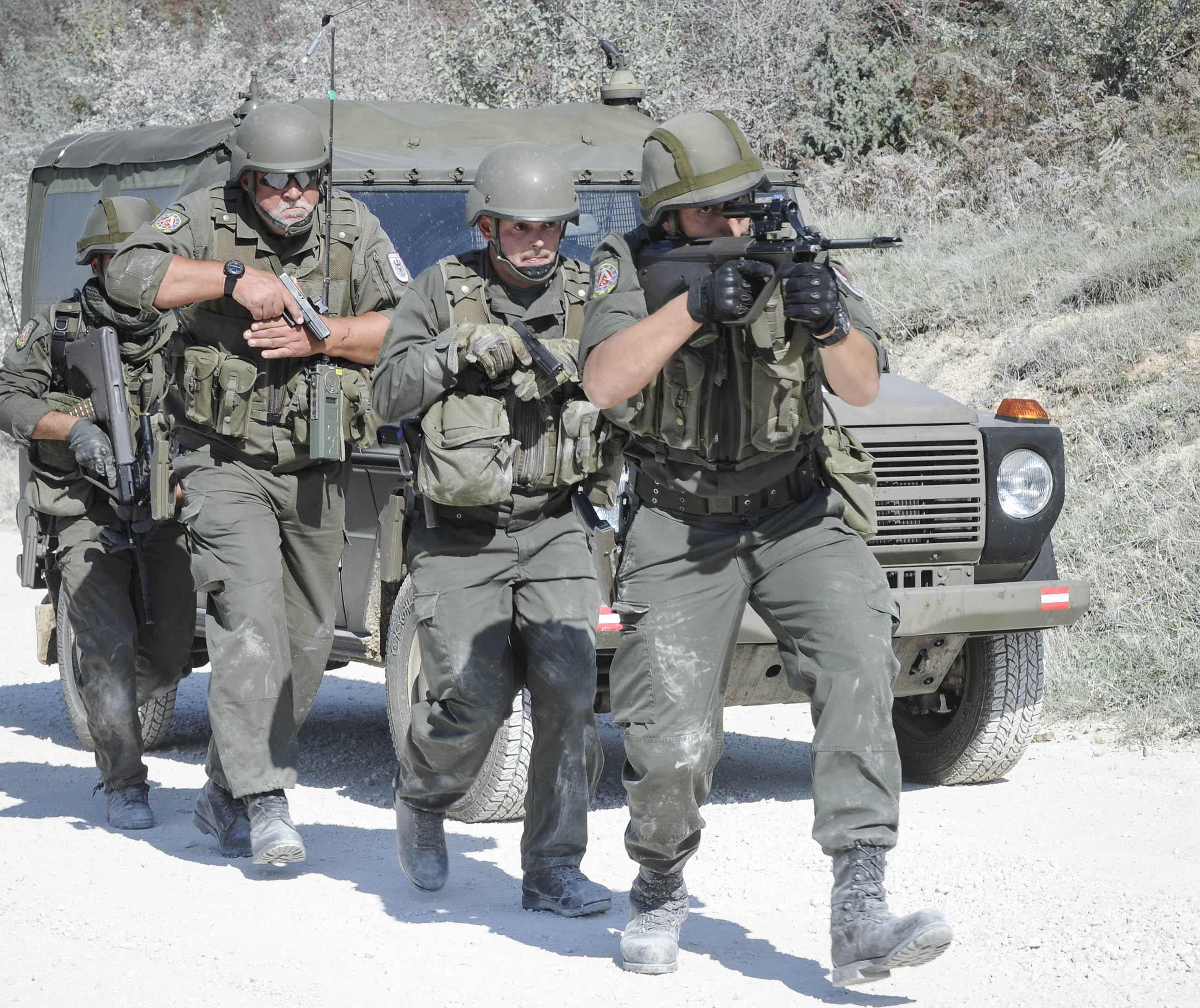
Rakouská armáda v Bosně a Hercegovině během operace EUFOR Althea.

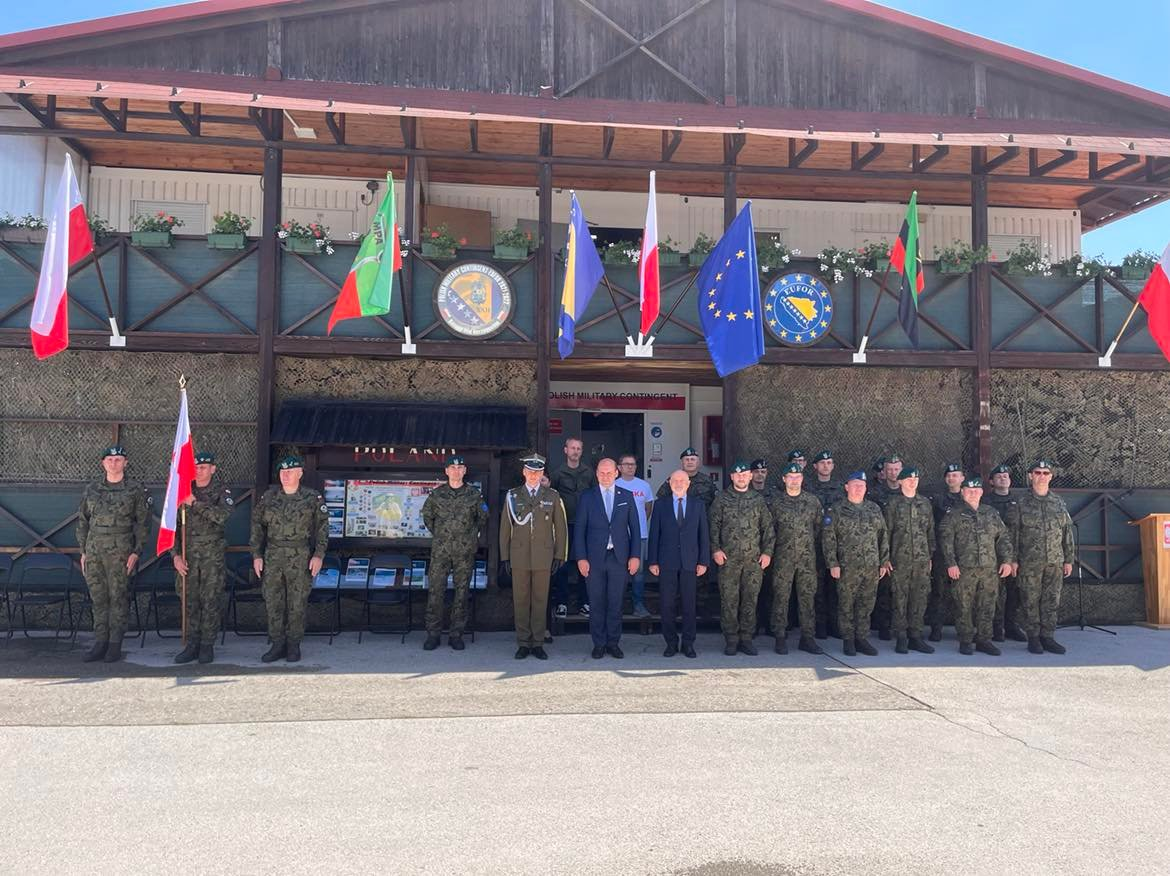
Polští vojáci na misi v Bosně a Hercegovině.

EUFOR Althea je vojenská mise v Bosně a Hercegovině, která má dohlížet na implementaci Daytonské dohody. Mandát misi stanovuje Rada bezpečnosti OSN.
Daytonská mírová dohoda je implementována po civilní stránce prostřednictvím Úřadem Vysokého představitele pro Bosnu a Hercegovinu a po stránce vojenské uvedenou misí. 

## Historie
Mise EUFOR Althea navazuje na předchozí mise NATO SFOR a IFOR. Změna byla z velké části pouze úpravou jména, přes 80 % vojáků zůstalo na svých místech i po změně mise, ke které došlo v roce 2004.
Mise se účastní i čeští vojáci. Dne 13. dubna 2005 z Přerova odletělo 23 vojáků z místní vrtulníkové základny. Vojáci doplnili stávající český kontingent. Ten se v březnu 2025 v souvislosti s krizí vyvolanou vypsáním zatykače na prezidenta Republiky srbské, Milorada Dodika, rozšířil o dalších 150 lidí.
Do sil mise EUFOR Althea jsou zapojeny i nečlenské státy EU, jako např. Severní Makedonie, Turecko Švýcarsko apod. Spojené království se nicméně v souvislosti s brexitem na této misi více nepodílí.
V březnu 2025 byl v čele této mise generálmajor Florin-Marian Barbu z Rumunska. Pro tuto misi využívá Evropská unie a jeji vojenský personál velitelství spojeneckých sil NATO. 